# 桑图尔

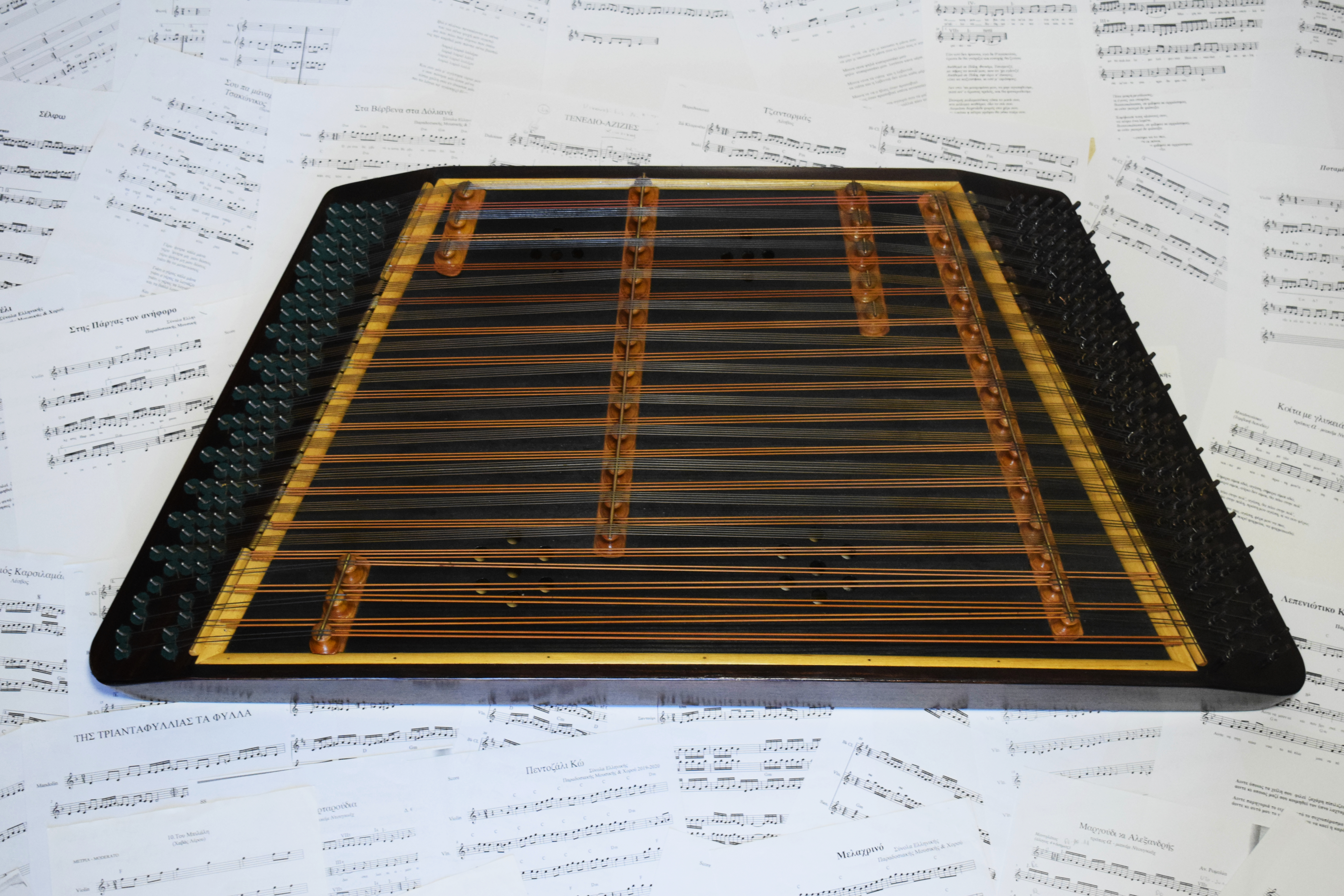
桑圖爾

桑圖爾(波斯語：‎)是一種波斯的梯形擊弦樂器，傳統的桑圖爾有七十二條弦。

## 特點
桑圖爾擁有橢圓形的音槌。標準的波斯桑圖爾有兩組音橋，音域約有三個八度。右側的弦多為黃銅或銅製成；左側則多為鋼製成。  

## 相似的樂器
- 德西馬琴
- 揚琴

## 備註
1. ↑  . Art Max Academy.   [2012-08-27]. （原始内容存档于2011-07-12）.
2. ↑  . Art Max Academy.   [2012-08-27]. （原始内容存档于2011-07-12）.